# Ilex serrata
Espèce
Ilex serrata est une espèce de plantes du genre Ilex (houx) et de la famille des Aquifoliacées. C'est un arbuste ou un petit arbre à feuilles persistantes atteignant environ 4,5 m de haut. Au Japon, où on le trouve naturellement, c'est une espèce rustique avec des feuilles ovales vert foncé, des fleurs roses et des baies rouges sur la plante femelle.
I. serrata 'Leucocarpa' est une forme à baies blanches, parfois utilisée pour le bonsaï au Japon, et il en existe une forme à baies jaunes. I. s. 'Subtilis' ('Koshobai') est une forme naine intéressante pour le bonsaï, convenant aux plus petites tailles.